# Чорновол, Андрей Иванович
Андрей Иванович Чорновол (1930—2003) — советский передовик производства, механизатор колхоза «Россия» Новоукраинского района Кировоградской области Украинской ССР. Полный кавалер ордена Трудовой Славы (1975, 1981, 1989).

## Биография
Родился 27 ноября 1930 года в городе Новоукраинка, Кировоградской области Украинской ССР. 
С 1944 года, в период Великой Отечественной войны после окончания пяти классов Новоукраинской пятой школы начал свою трудовую деятельность на различной хозяйственной и подсобной работе в колхозе «Россия» Новоукраинского района Кировоградской области Украинской ССР. 
С 1952 года призван в ряды Советской армии. С 1955 года после демобилизации из рядов Вооруженных Сил, начал  работать трактористом-механизатором  Новоукраинской машинно-тракторной станции Новоукраинского района. С 1958  работал трактористом в колхозе имени В. И. Ленина Новоукраинского района Кировоградской области. С 1959 года работал — механизатором, трактористом и комбайнёром в колхозе «Россия» Новоукраинского района Кировоградской области. 
14 февраля 1975 года году Указом Президиума Верховного Совета СССР «за трудовую доблесть, проявленную в выполнении народнохозяйственных планов и принятых обязательств» Андрей Иванович Чорновол был награждён Орденом Трудовой Славы 3-й степени.
12 апреля 1979 года году Указом Президиума Верховного Совета СССР «за трудовую доблесть, проявленную в выполнении народнохозяйственных планов и принятых обязательств» Андрей Иванович Чорновол был награждён Орденом Трудовой Славы 2-й степени.  
7 июля 1986 года году Указом Президиума Верховного Совета СССР «за успехи, достигнутые в выполнении заданий одиннадцатой пятилетки и социалистических обязательств по производству и переработке сельскохозяйственной продукции» Андрей Иванович Чорновол был награждён Орденом Трудовой Славы 1-й степени, тем самым став Полным кавалером ордена Трудовой Славы. 
После выхода на заслуженный отдых жил в городе Новоукраинка Кировоградской области Украины. 
Скончался 3 ноября 2003 года в городе Новоукраинка.  

## Награды
- Орден Трудовой Славы I степени (07.07.1986)
- Орден Трудовой Славы II степени (12.04.1979)
- Орден Трудовой Славы III степени (14.02.1975)